# Maesa pentecostes
Maesa pentecostes är en viveväxtart som beskrevs av André Guillaumin. Maesa pentecostes ingår i släktet Maesa och familjen viveväxter. Inga underarter finns listade i Catalogue of Life.